# Benedetto Lanza
Pour les articles homonymes, voir Lanza.
Benedetto Lanza est un biologiste herpétologiste italien né à Florence le 24 mai 1924 et mort le 10 mars 2016 .
Il travaille au Dipartimento di Biologia Animale e Genetica à l'Université de Florence et dans le cadre du Museo di Storia Naturale dell’Università degli Studi di Firenze, Sezione di Zoologia La Specola.

## Taxons nommés en son honneur
- Chalcides lanzai Pasteur, 1967[2]
- Emys orbicularis lanzai Fritz, 1995
- Latastia laticaudata lanzai Arillo, Balletto & Spano, 1967[2]
- Lanzarana Clarke, 1982
- Salamandra lanzai Nascetti, Andreone, Capula & Bullini, 1988

## Quelques taxons décrits
- Acanthodactylus harranensis Baran, Kumlutas, Lanza, Sindaco, Avci & Crucitti, 2005
- Aprosdoketophis andreonei Wallach, Lanza & Nistri, 2010
- Chalcides colosii Lanza, 1957
- Coluber scortecci Lanza , 1963
- Discoglossus galganoi Capula, Nascetti, Lanza, Bullini & Crespo, 1985
- Discoglossus montalentii Lanza, Nascetti, Capula & Bullini, 1984
- Eirenis thospitis Schmidtler & Lanza, 1990
- Elapsoidea chelazzii Lanza, 1979
- Eryx borrii Lanza & Nistri, 2005
- Hemidactylus arnoldi Lanza, 1978
- Hemidactylus bavazzanoi Lanza, 1978
- Hemidactylus funaiolii Lanza, 1978
- Hemidactylus granchii Lanza, 1978
- Hemidactylus ophiolepoides Lanza, 1978
- Lanzarana largeni (Lanza, 1978)
- Lycodon ferroni Lanza, 1999
- Lygosoma grandisonianum Lanza & Carfi, 1966
- Lygosoma paedocarinatum Lanza & Carfi, 1968
- Lygosoma simonettai Lanza, 1979
- Mesalina ercolinii (Lanza & Poggesi, 1975)
- Platyceps messanai (Schätti & Lanza, 1989)
- Pristurus simonettai (Lanza & Sassi, 1968)
- Spalerosophis josephscorteccii Lanza, 1964
- Speleomantes ambrosii (Lanza, 1955)
- Speleomantes sarrabusensis Lanza, Leo, Forti, Cimmaruta, Caputo & Nascetti, 2001
- Speleomantes supramontis (Lanza, Nascetti & Bullini, 1986)
- Trachylepis ferrarai (Lanza, 1978)